# Hajnajnanyja
Hajnajnanyja – trzeci album słowackiej grupy folkowej Hrdza, zawierający 15 piosenek. Bonusem jest utwór z udanego projektu Jarove pesničky (Keď som išiel...) i dotychczas niewydany remiks piosenki A tam hore dve jablone ze studia The Net.
Tytuł albumu Hajnajnanyja pochodzi z refrenu jednej z piosenek. Wszystkie utwory inspirowane są słowackim folklorem lub są przeróbkami słowackich pieśni ludowych oprócz jednej piosenki Stískaj, bozkaj, miluj ma, która pochodzi z Ukrainy.

## Lista utworów[4]
1. „Abože mi hrajte (intro)” – 1:34
2. „Taká sa mi páči” – 3:27
3. „Dunaj” – 3:10
4. „Stískaj, bozkaj, miluj ma” – 2:51
5. „Chodila dievčina” – 3:38
6. „Chvastúňska” – 3:40
7. „Holubička” – 3:14
8. „Tancom sa opájam” – 3:06
9. „Rozmarín” – 3:52
10. „Jedno leto” – 4:23
11. „V šírom poli hruška” – 4:20
12. „Priateľ” – 2:48
13. „Bačovská” – 5:15
14. „Keď som išiel” – 3:02
15. „A tam hore dve jablone” – 3:25